# NGC 7286
NGC 7286 (również PGC 68922 lub UGC 12043) – galaktyka spiralna (S0-a), znajdująca się w gwiazdozbiorze Pegaza. Odkrył ją John Herschel 15 września 1828 roku.